# Sid Ganis
Sidney (Sid) Ganis (sinh ngày 8 tháng 1 năm 1940) là một nhà sản xuất phim người Mỹ, ông là giám đốc sản xuất của các bộ phim Big Daddy, Deuce Bigalow, Mr. Deeds, The Master of Disguise và Akeelah and the Bee.